# Pavol Sedlák
Pavol Sedlák (Bratislava, 21 novembre 1979) è un allenatore di calcio ed ex calciatore slovacco, di ruolo centrocampista.

## Carriera

### Nazionale
Ha collezionato 2 presenze con la maglia della propria nazionale.

## Palmarès

### Club

#### Competizioni nazionali
- Campionato slovacco: 1

Slovan Bratislava: 1998-1999
- Coppa di Slovacchia: 1

Slovan Bratislava: 1998-1999
- Supercoppa di Slovacchia: 1

Slovan Bratislava: 1999